# جوزيف هامونز
جوزيف هامونز هو سياسي أمريكي، ولد في 3 مارس 1787، وتوفي في 29 مارس 1836. نشط حزبياً في الحزب الديمقراطي. وقد انتخب عضو مجلس النواب الأمريكي ‏.